# A. F. Th. van der Heijden

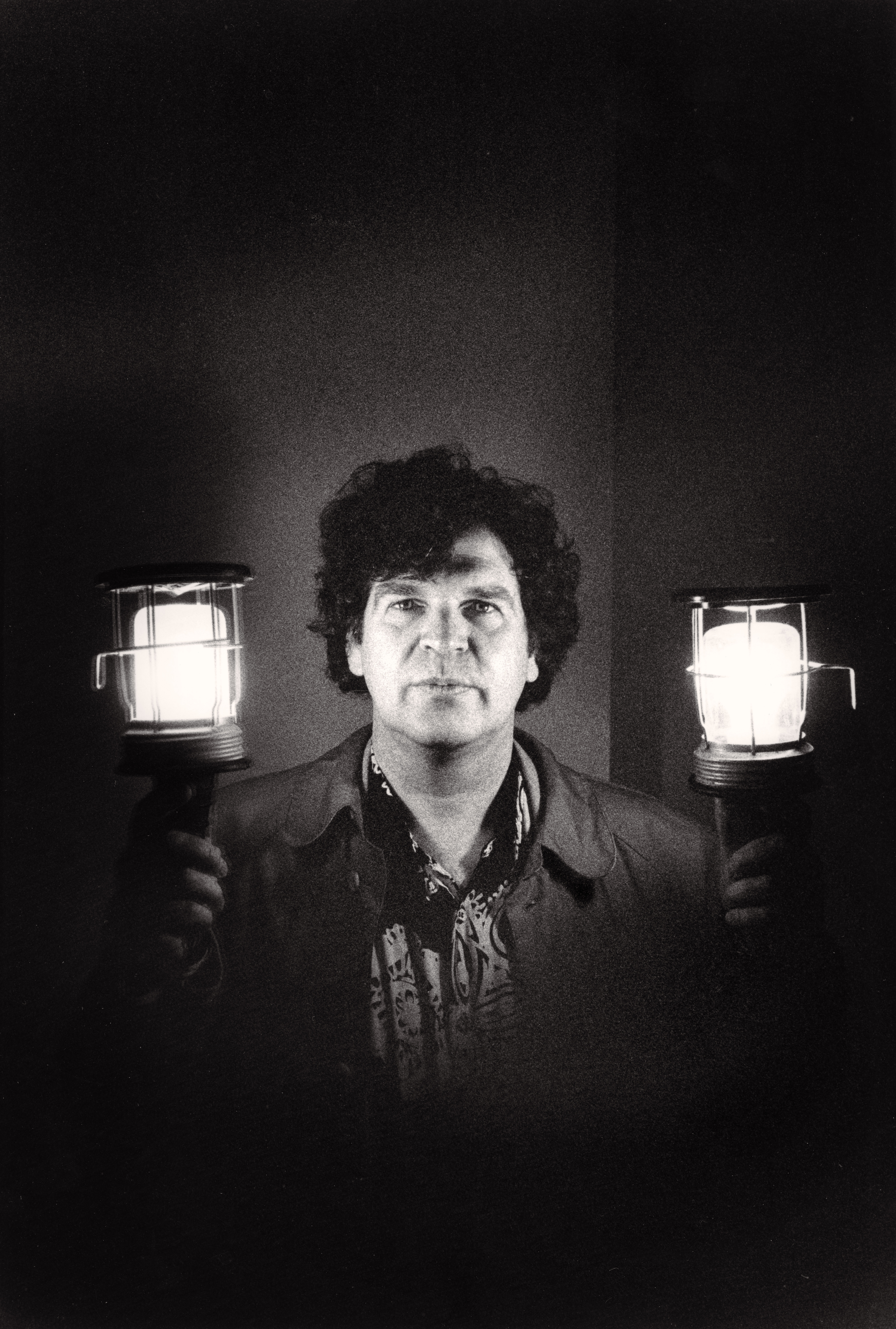
A.F.Th. van der Heijden (1996)

Adrianus Franciscus Theodorus van der Heijden född 15 oktober 1951 i Geldrop, är en holländsk författare.
Heijden använde sig av pseudonymen Patrizio Canaponi när han debuterade med novellsamlingen Een gondel in de Herengracht, 1978.